# Isoetes muelleri
Isoetes muelleri är en kärlväxtart som beskrevs av Addison Brown. Isoetes muelleri ingår i släktet braxengräs, och familjen Isoetaceae. Inga underarter finns listade i Catalogue of Life.
Denna växt förekommer i centrala Frankrike i sydvästra delen av regionen Centre-Val de Loire. Detta braxengräs hittas i insjöar och fiskdammar med klart vatten. Vattenansamlingens botten behöver vara sandig. Växten kan uthärde några veckor torka.
Beståndet hotas av surt vatten. Några introducerade djur som röd sumpkräfta kan skada växten. Även intensiv fiskodling kan vara skadlig. Utbredningsområdet är endast 2000 till 4000 km² stort. IUCN listar Isoetes muelleri som starkt hotad (EN).